# 30170 Makaylaruth
30170 Makaylaruth è un asteroide della fascia principale. Scoperto nel 2000, presenta un'orbita caratterizzata da un semiasse maggiore pari a 2,6108843 UA e da un'eccentricità di 0,0687388, inclinata di 2,53309° rispetto all'eclittica.